# Ramón Valdiosera
Ramón Valdiosera (Ozuluama, Veracruz, México, 1918-Ciudad de México, México, 2017) fue un diseñador de moda, autor, pintor, dibujante, historietista, caricaturista, ilustrador y coleccionista mexicano. Conocido, entre otras disciplinas, por haber presentado el rosa bugambilia en Nueva York, el cual sería bautizado por la prensa estadounidense como "rosa mexicano".

## Infancia
Valdiosera nació en 1918, cuando el país, duramente marcado por la Revolución, apenas iniciaba su reconstrucción. Su padre, Ramón Buenaventura Valdiosera Ruiz, general zapatista, fue asesinado al año siguiente, así que su madre confió la educación del joven Ramón a sus tíos, por lo que vivió entre Veracruz y la Ciudad de México.
Sus tíos lo educaron con crueldad, pero las enseñanzas de su madre, Cristina Berman Saldaña, fueron invaluables. “Su energía era tan suave que no sentía ninguna ofensa; la imagino como esas matronas espartanas de la literatura griega. Ella simbolizó todo lo que tenía que respetar, ver y aprender”".
De su infancia, contaba el propio Ramón Valdiosera: "Me salí de ochos años de la escuela porque me tocó, junto con ella y su nuevo esposo, ir a vivir durante año y medio a una selva fabulosa en Poza Rica en una casa estilo totonaco. Conocí el estoicismo de mi madre, cómo soportaba caminatas para buscar un poco de verdura; el ingenio que empleaba para ahumar la carne para que se pudiera conservar; soportar la pobreza en la que se vivía ahí. Ella era muy especial. Me decía que al hombre debe juzgársele por lo que ha hecho, pero más severamente por aquello que pudiendo haberlo hecho, no realizó. Me sermoneaba y me decía: “cuando puedas hacer algo constructivo y que sientas que lo puedes hacer bien, hazlo”. Con ese martilleo y severidad le enseñó a dominar el hambre y hacer bien las cosas."
El niño no pasó mucho tiempo en la escuela, y antes de cumplir los 15 años, se había hecho de un nombre como historietista autodidacta. De dibujar en la prensa a diseñar un vestido, Valdiosera, quien ya era conocido entre los artistas de los años treinta y cuarenta, saltó sin dificultad. En 1940, presentó su primera colección en la sala Manuel M. Ponce del Palacio de Bellas Arte y en 1949, realizó su primer desfile internacional, en el hotel Waldorf Astoria de Nueva York.

## Estudios
Se inició en el dibujo a la edad de 10 años. Fue pionero de las historietas mexicanas. 
En 1935, realiza su primera historieta, 
El diamante negro de Fu man chu.
Creador de la organización "Artistas Unidos", en 1936, con la idea de hacer un sindicato de historietistas al estilo de los Estados Unidos de América.
En Artistas Unidos formó a numerosos dibujantes e ilustradores, entre los cuales destacarían Antonio Gutiérrez, Juan Reyes Beiker, Ángel Mora, José Cabezas- Viadanna y muchos más.

## Trayectoria artística
Valdiosera "llegó a la Ciudad de México en 1926. Entonces la ciudad estaba hecha a la proporción del hombre, las casas eran de dos pisos y las disfrutábamos mucho”. Desde su primer cuarto de alquiler en Luis Moya y Buen Tono, veía salir todos los domingos al torero Alberto Balderas con su hermano Pancho al lado. “Ahora, las alturas de los departamentos, la fricción, el ruido, han creado un ambiente agresivo, se han perdido los valores como la honestidad, ya no se cumple la palabra empeñada cuando antes era sagrada. Había una mística en el respeto a los mayores y una tónica para entender la vida”.
El interés de Ramón Valdiosera por la identidad mexicana en la moda, fue lo que le dio su mayor protagonismo. En la década de 1940, al inicio de su trayectoria, el diseñador francés Henri de Châtillon declaró, en un programa radiofónico de audiencia nacional, que no había moda mexicana, que en el país las telas no eran de buena calidad y que las mexicanas no tenían elegancia. Al escuchar tal desprecio, Valdiosera dedicó su vida a crear moda para las mujeres mexicanas. Tomó en cuenta la historia de México y la morfología de sus habitantes para crear algo innovador en vez de copiar mal lo que en París o Nueva York se hacía bien.
Inventó nuevas formas inspiradas en su profundo conocimiento de la cultura nacional y las promovió al terreno internacional. Es, por este sentido nacionalista, que se le puede considerar como el padre de la moderna moda mexicana.
A mediados de los 50, tras asistir como jurado a certámenes de belleza y desfiles, se dio cuenta de que muchos estados de México carecían de un traje regional que los identificara, y muchos se repetían entre las participantes. Debido a esto, inició una cruzada nacional por darle identidad a cada uno de ellos con el título de “EL PUEBLO LOS NECESITA”, es así como diseña para los estados de Nuevo León, Tabasco, Aguascalientes, Quintana Roo, Baja California, San Luis Potosí y Veracruz (Huasteco), entre otros que cuentan actualmente con su traje.
Ramón Valdiosera se retiró de la moda en 1996, concluyendo así más de 50 años de una muy prolífera carrera: colecciones albergadas por el Palacio de Hierro, vestuarios de películas del cine de oro (Chilam Balam en 1955 o Tizoc en 1957, o amor indio en 1957), uniformes para Mexicana de Aviación (1968), diseños para actos de promoción turística, entre otros.
Hasta antes de su muerte fue director de la Academia Mexicana de Arte Secuencial, donde estaba comprometido con el desarrollo de jóvenes interesados en las historietas, el cómic y la animación.

## Historietista
1. El cosaco. Año: 1933. Editorial. Pepin.
2. La Noche. Año 1933. Editorial. Pepin.
3. El Ladrón de Bagdad.- Año: 1932. Editorial: Chamaco Chico.
4. Alex.- Año: 1932.- Editorial: Chamaco Chico.
5. El Diamante Negro de Fu- Man –Chu. Año: 1934.- Editorial: Pepin.
6. Oreja Y Rabo. Año: 1934.- Editorial: Pepin.
7. Simbad el marino. Año: 1934. Editorial: Pepin.
8. Relámpago Kid. Año: 1934- Editorial: Pepin.
9. Medio Litro.- Año: de 1944 a 1948. Editorial. Tesoros.
10. Buck. Año: 1944.- editorial. Tesoros.
11. El pirata. Año: 1945.- Editorial Tesoros

## Cine
Diseñador de vestuario de:
1958 "Zonga, el ángel diabólico"
1957 "Tizoc: Amor Indio"
1957 "El ídolo viviente"
1956 "Nos veremos en el cielo"
1956 "La doncella de piedra"
1955 "Chilam Balam"
1947 "Cuando lloran los valientes "
entre otros filmes.

Director de los documentales:
1948 "Himno nacional"
1949 "Los hombres pájaro"

## Desfiles
Internacionales:

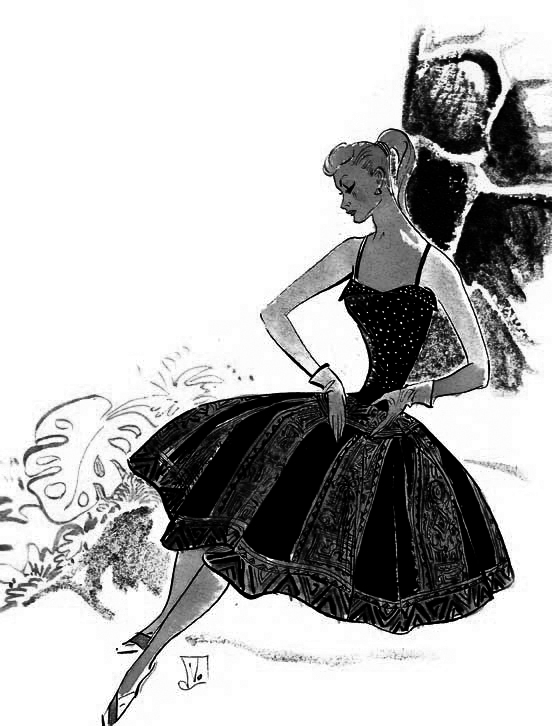
Diseño de Maya de México por Ramón Valdiosera

- 1949.- Hotel Waldorf Astoria.- Nueva York.
- 1949.- Hotel Statler.- Nueva York.
- 1951.- Expo in-Fashion .- Philadelphia.- U.S.A.-
- 1955.- Paris ( Trocadero)
- 1955.- Roma (Via Benetto) Junto con Antonelli y la Fontana.
- 1957.- Puerto Rico.-Pro Niños lisiados. Hotel Puerto Rico Isla verde.
- 1958.- República Dominicana.- a Invitación del Lic. Leónidas Trujillo y de nuestro Embajador en ese País.
- 1958.- Habana, Cuba.- Promoviendo las telas pintadas a mano, con motivos mexicanos.
- 1958.- Vancouver, Canadá. Bajo Patrocinio de la Hudson Bay.
- 1958 -1959.- Caravana de belleza.- Por más de 12 Capitales de Latinoamérica.
- 1959.- Chicago, Illinois. Hotel Black Stone.
- 1965.- Promoción del Algodón Mexicano.- Colombia- Panamá- El Salvador.- Costa Rica.
- 1979.- Caravana de belleza.- Montego, Bay- Kingston, Jamaica- y Puerto Rico.- Suntuaria Mexicana.

En México.
- 1940.- Sala Manuel M. Ponce.- Bellas Artes
- 1952.- Aguascalientes .- Feria de San Marcos.-
- 1953.- Plaza de la Merced.- Labor Social.- Moda para el pueblo.
- 1954.- Monterrey.- feria de la Cerveza.
- 1955.- Hotel Camino Real, México, bajo patrocinio de Colgate Palmolive.- Breck.- Celanese Mexicana.
- 1956.- Cancún, Quintana Roo. Centro de Convenciones.
- 1957.- 20 estados de la República, promoviendo la línea “Cantoya”.
- 1961.- Diseño de Modas.- Inspirados en Canciones de Agustín Lara.
- 1963.- Feria del hogar.- 30 desfiles.- con telas y diseños populares.
- 1964.- Promociona el Algodón Mexicano.- Bajo patrocinio de Celanese Mexicana.
- 1965.- Vestidos Desechables.- Moda Moderna.
- 1967- 1968.- Ciudad de Tlatelolco.- Desfiles Culturales para el Pueblo.
- 1968.- Realiza Diseños exclusivos de uniformes para Mexicana de Aviación.
- 1993.- Santa María Huatulco.- Desfiles como promoción turística de ese destino.
- 1996.- En vuelos de Aeromar- como Promoción turística.[7]

## Obra gráfica

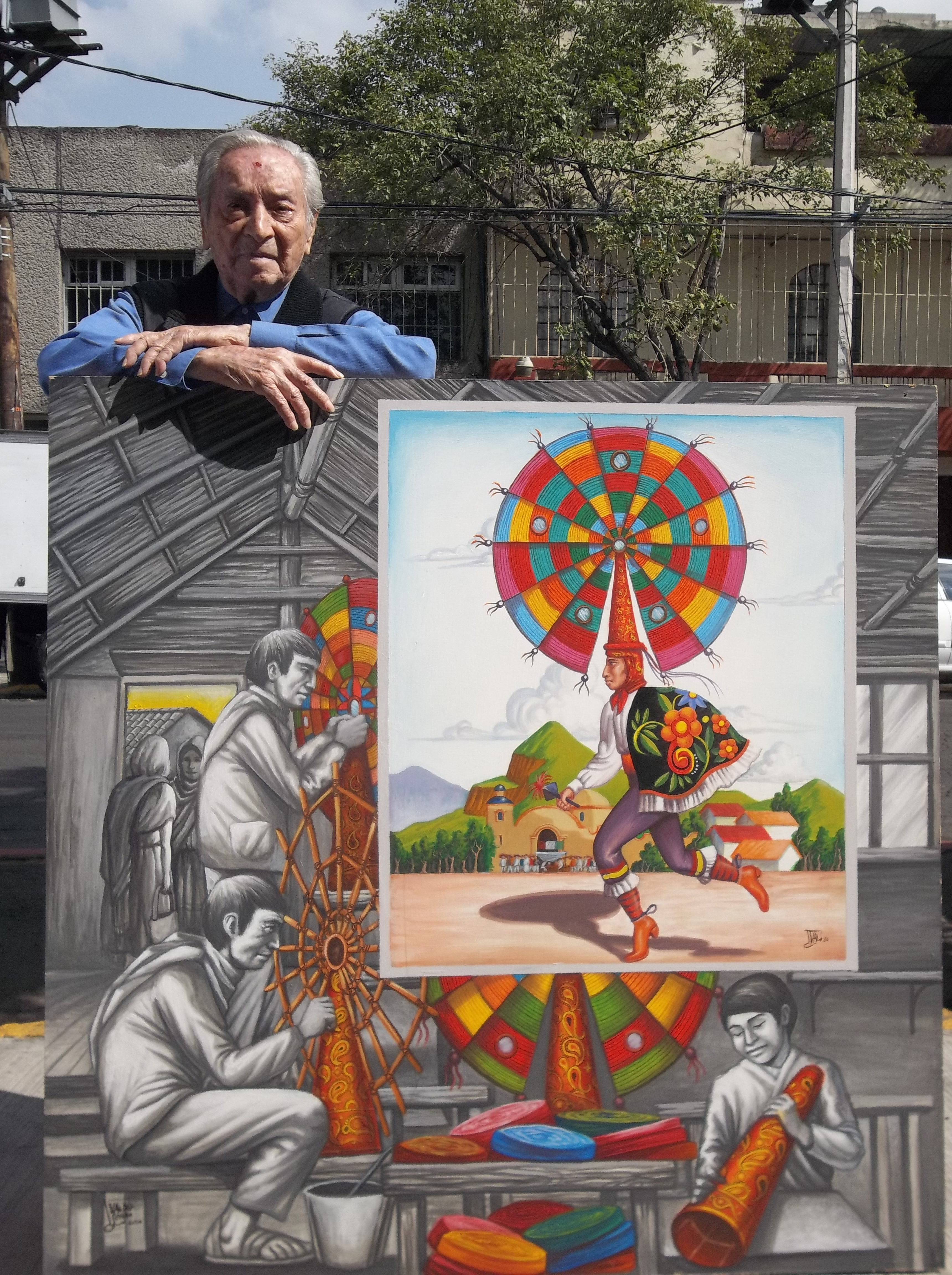
Ramón Valdiosera con una de sus pinturas en 2014

- Ramón Valdiosera con una de sus pinturas en 2014Diseño de la estampilla conmemorativa de Memín Pinguín

1958 Diseñó el Traje Regional de Quintana Roo, de "La Chetumaleña", por encargo del entonces gobernador, Ing. Aarón Merino Fernández. 
Este traje se lanzó a mediados de 1959.

## Autor
Entre los libros que ha escrito se encuentran:
- México al apunte: cuarenta años de dibujarlo 1937-1972. Comercial Nadrosa, 1960
- Quetzalcoatl vikingo. Editores Asociados, 1975
- Maldición de los Códices Mexicanos. Editores Asociados Mexicanos, 1983
- Bonampak.- Editorial Diana. 1981.
- Balum El Maya, El Hombre que vivió 500 años. editorial EDAMEX.
- Secretos Sexuales de los Olmecas. Editorial Posadas
- Tipos Mexicanos. Editorial Artes de México
- 3000 años de Moda Mexicana. Edamex y la Cámara Nacional Del Vestido.
- México Al Apunte. Editorial Artes de México.
- El Lesbianismo en México. Edamex.
- Gobernantes de México. Editorial Artes de México.
- La Vida Erótica de la Malinche.- Editorial Universo. 1982.
- 3000 días de Lucha (Biografía de Zapata). Editorial Universo México, 1982
- La Brujería en México.- Editorial Universo. Año: 1980.
- 1000 preguntas y respuestas sobre el sexo. Editorial posada y Edamex.
- Petróleo Violento.- Editorial Diana.
- Contrabando Arqueológico en México.- Editorial Universo. Año: 1985.
- Niños Mexicanos.- editorial Fischgrund. 1949
- Danzas Mexicanas.- Editorial Fischgrund. 1949
- Maximiliano vs Carlota.- Editorial Universo. Año: 1980. / damex. Año 1983.
- El robo arqueológico del siglo. Edamex, 1986
- Francisco Eppens: el hombre, su arte y su tiempo. Universidad Autónoma de México. 1988.[7]

## Teatro
- Nacimiento de los Dioses. (80 actores)
- En las Grutas de Cocona.
- No Son Dioses.
- Batalla de CENTLA.
- La Muerte del último Tlatoani.( Patrocinio del Estado de Tabasco)
- Modelos al Desnudo.
- Cita a las 6 con la Loba.
- Lesbos 73”. (Teatro principal D.F.)
- Un Solo Hombre, no basta.
- Los Santiagueros. (En Santiago Tuxtla).
- La Mujer en la Moda
- Cortes y La Malinche.[7]

## Cargos
- Director de los  diarios mexicanos de cómics: " El Pepín" y "Chamaco Chico"
- Presidente fundador del Museo de la Historieta e Ilustración Mexicana
- Fundador de la Academia Mexicana de Arte Secuencial
- Presidente Fundador del Comité del Centenario de la Historieta Mexicana